# عصر طلایی آتن

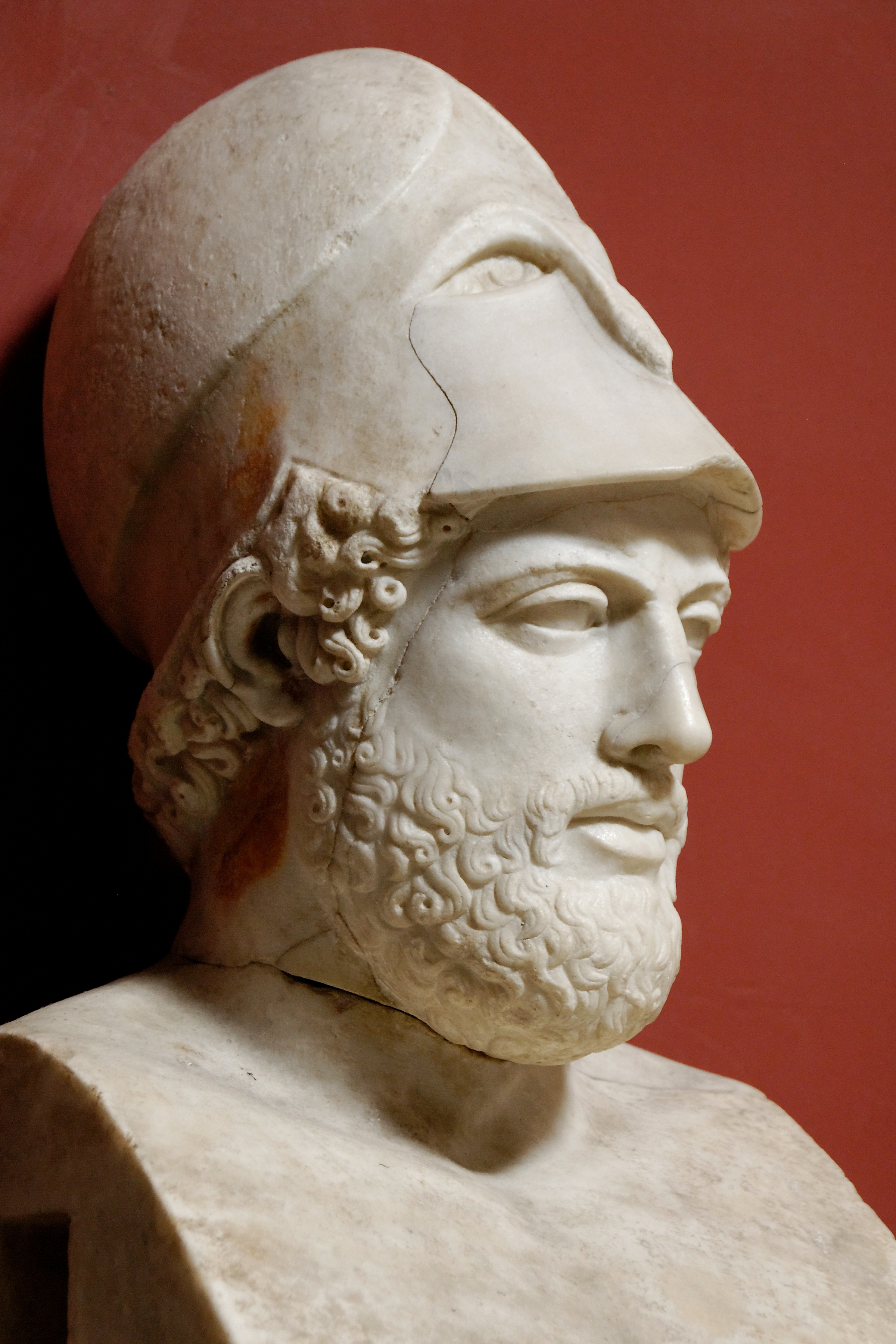
سردیس مرمری پریکلس اثر کرسیلاس.

دوران حکمرانی پریکلس در آتن باستان از ۴۸۰ ق. م تا ۴۰۴ ق. م را عصر طلایی آتن می‌دانند. در این دوره، آتن، اتحادیه دلوس، را کاملاً در کنترل خود گرفته و مخازن اتحادیه را از جزیره دلوس به آتن انتقال داد. همچنین از نظر سیاسی، دموکراسی آتن با رهبری پرکلس شکوفا شده و آثار ادبی و هنری چون معبد پارتنون در آکروپولیس و نمایشنامه‌هایی چون تراژدی پارسیان و همچنین تاریخ هرودوت با حمایت دولت آتن و برای رویارویی همه‌جانبه با شاهنشاهی هخامنشی نوشته شد.
در این عصر، که پس از شکست هخامنشیان از یونانیان و عقب‌نشینی ایران آغاز شد، در هر رشته از امور اشخاص برجسته‌ای پیدا شدند که موجب افتخار یونان باستان هستند: در کار سیاست و حکومت تمیستوکلس و پریکلس، در هنرهای زیبا فیدیاس و میرون، در تاریخ هرودوت و توسیدید، در نمایش و تعزیه آیسخولوس و سوفوکل، در بازیگری و تقلید آریستوفان از نامداران جهان هستند. لیکن حسادت اسپارت نگذاشت این عصر ادامه یابد و جنگ‌های پلوپونزی موجب خرابی همهٔ یونان شد و دولت آتن را از لحاظ سیاسی از میان برد، لیکن ادب و هنرش باقی‌ماند.